# Elías Lafertte Gaviño
Elías Laferte Gaviño (Salamanca 19 december 1886 - Santiago 17 februari 1961) was een Chileens communistisch politicus, vakbondsman en journalist.

## Biografie
Lafertte werkte reeds vanaf zijn elfde in de salpetermijnen in het noorden van het land. Op politiek gebied was hij progressief; het bloedbad in de school Santa María in Iquique (1907), waarvan hij een ooggetuige was, maakte dat hij verder opschoof naar links. Hij maakte kennis met Luis Emilio Recabarren, een linkse activist, en was in juni 1912 medeoprichter van de Partido Obrero Socialista (Socialistische Arbeiderspartij) die in 1922 werd omgevormd tot de Partido Comunista de Chile (Communistische Partij van Chili).
In 1914 werd hij vanwege zijn rol tijdens een staking in Antofagasta gearresteerd en gevangengezet. Sinds 1917 werkte hij als journalist voor de communistische krant La Vanguardia. In 1923 werd hij lid van het bestuur van de vakbond Federación Obrera de Chile (Arbeidersfederatie van Chili), was penningmeester (1924-1926) en diende sinds 1926 als haar secretaris-generaal. 
Zijn carrière binnen de communistische partij verliep voorspoedig: in 1929 werd hij in het centraal comité gekozen en sinds 1936 was hij lid van het politburo van het centraal comité van de PCCh. Tijdens de dictatuur van presidnet Carlos Ibáñez del Campo werd hij enkele keren verbannen (1927-1931; o.a. naar het Paaseiland). Na het herstel van de democratie werd Lafferte gekozen tot voorzitter van het centraal comité van de communistische partij. Hij bleef deze functie tot aan zijn dood in 1961 bekleedden.
Lafertte was in 1927, 1931 en in 1932 kandidaat voor het presidentschap. Zijn deelname in 1927 werd bemoeilijkt omdat hij opdat moment op last de militaire regering gevangen zat. De stemmen die hij kreeg werden ongeldig verklaard en bij de blanco stemmen opgeteld.
| Deelname Elías Lafertte aan de presidentsverkiezingen | Deelname Elías Lafertte aan de presidentsverkiezingen | Deelname Elías Lafertte aan de presidentsverkiezingen |
| Jaar                                                  | aantal stemmen                                        | percentage                                            |
| ----------------------------------------------------- | ----------------------------------------------------- | ----------------------------------------------------- |
| 1927                                                  | 4627                                                  | 2,0%                                                  |
| 1931                                                  | 2434                                                  | 0,85%                                                 |
| 1932                                                  | 4128                                                  | 1,20%                                                 |

In 1936 sloot de communistische partij zich aan bij het Frente Popular, het volksfront van linkse partijen dat er in 1938 in slaagde Pedro Aguirre Cerda als president verkozen te krijgen. Hoewel de samenwerking tussen de communistische partij en de andere partijen van het volksfront moeizaam verliepen, verkregen de communisten dankzij het volksfront enige invloed in het landsbestuur. 
Lafertte was van 1937 tot 1945 lid van de Senaat.
Pablo Neruda schreef ter gelegenheid van zijn overlijden het gedicht Corona para mi maestro ("Ere-kroon voor mijn leraar") dat hij bij zijn teraardebestelling voordroeg.

## Werken
- Elías Lafertte Gaviño: La vida de un comunista, 2 dln., Santiago de Chile 1961